# 752

## أحداث
- زياد بن صالح ينتصر على الصينيين في معركة تالاس في سهل فرغانة.
- الأمير أبوعوف والي مصر أسس مدينة العسكر في الجانب الشمالي من الفسطاط.

## مواليد
- أبو الهذيل العلاف

## وفيات
- يونس الكاتب
- البابا خائيل الأول، ولد عام 728م